# Judith Astelarra
Judith Astelarra Bonomi (Buenos Aires, 1943) es una socióloga hispanoargentina que tiene como líneas de acción la academia, la política y la militancia feminista. Se encuentra entre las intelectuales y pensadoras feministas hispanoamericanas más importantes de la actualidad.[cita requerida]
Se licenció en Sociología en la Universidad Católica de Chile e hizo su máster y doctorado en la Cornell University (Ithaca, Nueva York). También realizó un doctorado en Ciencias políticas y Sociología en Universidad Complutense de Madrid.

## Biografía

### Primeros años
Judith Astelarra nace en 1943 en Buenos Aires (Argentina). De familia de clase alta, es la mayor de nueve hermanos. A la edad de nueve años se traslada a Chile, donde vivirá los importantes acontecimientos producidos en ese país de 1950 a 1970. Realiza sus estudios primarios en el colegio Dunalastair, en el que recibe formación laica que le preparará para estudiar posteriormente la nueva carrera de sociología, a elección paterna.

### Lucha y acción política
Ingresa en la Universidad Católica de Chile, en la carrera de sociología, licenciándose en 1968. Durante ese periodo descubre los trabajos de Viola Klein sobre psicología y condición de la mujer y las memorias de Simone de Beauvoir que la inclinarán hacia el feminismo y el estudio de las mujeres. En esos momentos, en toda América Latina, hay un vivo activismo social,en el cual Judith Astelarra participa e interviene como activista de la lucha estudiantil desde la Federación de Estudiantes de la Universidad Católica.
La convulsa situación política de Chile la inclinará hacia la política. Cuando Eduardo Frei Montalva es elegido candidato del Partido Demócrata Cristiano y la derecha lo celebra, Judith se siente decepcionada ya que no cumple con sus expectativas, por lo que rechaza una beca de la Columbia University para quedarse militando en Chile, lo que la involucrará plenamente en el proceso transformador del país. Como socióloga del Departamento de Planificación Regional de la Corporación de la Reforma Agraria (CORA) de Chile recorre los campos donde se establecen los modelos iniciales de propiedad colectiva y asentamientos de campesinos.
Después de realizar su máster y su doctorado en Nueva York, regresa a Chile en 1971 para ingresar en el Partido Socialista. En 1973 se traslada con su familia a Buenos Aires (Argentina), después del primer intento de golpe de Estado contra Salvador Allende. Allí desempeñará el cargo de Directora de extensión de Gobierno.

### Pensamiento feminista
En junio de 1969 recibe una beca para realizar sus estudios de postgrado en la Cornell University, coincidiendo con las luchas pro aborto que culminan en la aprobación de la ley de despenalización del aborto en el Estado de Nueva York. Es la época en que Betty Friedan crea la National Organization for Women, y hay un fuerte movimiento estudiantil que exige incluir asignaturas sobre las mujeres en las universidades. Estas dinámicas la llevaron a vincularse a los grupos feministas norteamericanos. A su regreso a Chile, durante los años de gobierno de la Unidad Popular, intenta introducir, sin éxito, los debates feministas en la universidad.
La represión de las dictaduras chilena y argentina que afecta directamente a su familia, la lleva a emigrar a Barcelona en 1975, junto a su pareja y el hijo de ambos, en pleno Año Internacional de la Mujer. Se integra plenamente en el movimiento feminista de España y en los movimientos sociales de las mujeres que tras la muerte del dictador Francisco Franco ganan mucho espacio. Reaviva los debates fallidos en Chile sobre los derechos de las mujeres y crea el Primer Centro de Estudios de la Mujer en la UAB, el objetivo del cual es integrar a las mujeres como objeto de estudio y volver a conceptualizar teorías desde la perspectiva feminista. En 1977 organiza las Primeras Jornadas del Patriarcado, junto con Marina Subirats y otras feministas académicas. Éste fue un acontecimiento iniciático y de gran envergadura que congregó a más mil de mujeres políticas, militantes feministas y académicas.
Durante la transición española a la democracia, el feminismo pasó a la agenda política y se comenzaron a implementar políticas de igualdad . Judith Astelarra colaboró con tales implementaciones, elaborando propuestas de inclusión de género en la nueva sobre la democracia e investigando sobre la participación femenina en la acción política.

### Actividad académica
En 1977 ingresará en el mundo académico como profesora de Sociología en la UAB, desempeñando más adelante, en 1986, el cargo de directora Departamento de Sociología en dicha universidad a elección del claustro de profesores. Unos años más tarde, en 1989, es elegida vicedecana por el claustro paritario de estudiantes y profesores y finalmente en 1992 es nombrada decana de la Facultad de Políticas y Sociología, convirtiéndose en la primera mujer que desempeñaba este cargo.
El hecho de centrar gran parte de su actividad en la universidad, le lleva a reflexionar sobre las nuevas necesidades e interrogantes en las líneas de investigación en temas de género, lo que le permite a su vez, junto con su continuidad institucional pública a cargo de las políticas de género, abordar la problemática desde la práctica de la política pública y tomar medidas a partir de su ejecución. De estos análisis surgen nuevos planteamientos que vuelca en numerosas publicaciones y charlas académicas. A causa de esta institucionalización, a través de la cual Judith ha intervenido y contribuido directamente y ha aportado gran parte de su trabajo a esa experiencia, se ha dado pie a un alto grado de especialización y profesionalización.  Su dedicación, constancia y espíritu de iniciativa fue debidamente valorado y recibió, de la Generalidad Cataluña, en el año 2005 la Medalla Presidente Macià.
Estas actividades la han convertido en todo un referente feminista en América Latina, donde ha colaborado durante la década de los noventa en la institucionalización de la igualdad de oportunidades con sus conferencias, talleres y cursos en países como Chile, Argentina, Costa Rica, Bolivia, Colombia, México y Cuba y participando en diferentes espacios que requerían de su apoyo.

### Vida privada
Es conocida por sus más allegados por el sobrenombre de "Magú". En 1966 conoce durante un curso de temas agrarios en Israel a quien sería durante veintisiete años su pareja sentimental, Alberto Herrero, un hombre trece años mayor que ella y padre de su único hijo, Rodrigo.
La dictadura argentina reprime y golpea duramente a su familia, afectando a sus hermanos y parientes más allegados, mediante detenciones, reclusiones en campos de concentración y desapariciones.

## Publicaciones
A lo largo de su vida ha realizado una gran cantidad de publicaciones, desde artículos, informes y capítulos de libros, publicados en revistas especializadas (como PAPERS, Revista de Sociología, Langaiak, CANADIAN WOMEN STUDIES, SAO y Martxoak, entre otras), o en publicaciones de Instituciones tanto públicas como privadas (como Universidad Autónoma de Madrid, Universidad de Indiana, Gobierno de Chile, Generalidad Valenciana, Universidad Complutense, EMAKUNDE/Instituto Vasco de la Mujer, Universidad de Barcelona, Instituto Andaluz de Administración Pública, Universidad Autónoma de Barcelona, Comisión Congreso-Senado de los Derechos de la Mujer, Gobierno de Panamá, Unión Europea, Instituto de la Mujer, Universidad de Tilburg) a libros especializados entre los que destacan:
- Autonomía y espacios de actuación conjunta.[8]
- Cuatro ensayos sobre el Feminismo.[9]
- El Feminismo como perspectiva teórica y como práctica política.[9]
- El sexismo en la ciencia.[9]
- Familia y estado: una relación a examen.[10]
- La mujer... ¿clase social? Algunos antecedentes históricos.[11]
- La nueva realidad de la desigualdad de las mujeres.[12]
- La participación política de las mujeres.[9]
- La transición democrática en Chile.[9]
- Land Reform in Chile during Allende's Goverment.[9]
- Las mujeres podemos: otra visión política.[9]
- Políticas conciliadoras: conceptualización y tendencias.[13]
- Políticas de género en la Unión Europea y algunos apuntes sobre América Latina.[14]
- Polítiques dels ajuntaments de Catalunya a favor de les dones.[9]
- Recuperar la voz: el silencio de la ciudadanía.[15]
- Tecnología y valores.[16]
- The trasition to democracy in Spain.[17]
- Universitat complexa, universitat acomplexada.[9]
- Veinte años de políticas de igualdad.[18]
- Veinte años de políticas de igualdad de oportunidades en España.[19]